# 브란덴부르크-프로이센
브란덴부르크-프로이센(독일어: Brandenburg-Preußen 브란덴부르그 프레우센[*])은 역사적으로 근세 초기 브란덴부르크 변경백국의 호엔촐레른가가 지배한 영지를 가리키는 말로 1618년부터 1701년까지 존재했다. 브란덴부르크 변경백국에 기반을 둔 종가가 프로이센 공국을 지배하는 분가와 결혼하고, 이후 1618년 분가의 부계 계승이 끊기면서 종가가 프로이센도 획득했다. 클레페, 마르크, 라벤스베르크 등의 라인강에 위치한 공국들을 1614년 통합한 것도 공국의 성장 배경이었다. 30년 전쟁 당시 국토 전체가 폐허가 되었는데, 이는 개신교 군대와 가톨릭 군대가 영토를 휩쓸고 다니면서 살해, 약탈, 방화, 강간 등이 끊이지 않았고 지도자가 3번이나 바뀌었기 때문이었다. 인구의 절반이 죽거나 난민이 되었고, 베를린을 비롯한 주요 도시들이 폐허가 되면서 회복하는데 수십 년이 걸렸다.
30년 전쟁 이후 브란덴부르크는 민덴, 할베르슈타트, 포메라니아, 마그데부르크 등을 점령했다. 제2차 북방 전쟁이 브롬베르크 조약으로 끝난 이후 프로이센 공국은 폴란드-리투아니아의 복속에서 자유로울 수 있었고, 라우엔부르크뷔토 지방을 획득했다. 1679년 브란덴부르크는 영토를 포메라니아 전체로 확장시켰다.
17세기의 후반은 프로이센이 유럽 정치에서 영향력을 발휘할 수 있는 계기를 제공해주었다. 1653년 브란덴부르크-프로이센군이 프로이센군의 도입에 기초하여 창설될 움직임이 보였고, 바르샤바 전투와 페르벨린 전투, 스웨덴군 추격전에서 승리를 거두어 주목받기 시작했다. 브란덴부르크-프로이센은 해군도 창설하여 카리브해와 아프리카 서해안에 식민지를 건설하는데 기여했다. 프리드리히 빌헬름 1세는 브란덴부르크-프로이센에 대규모 개신교 난민을 수용함으로써 주목받았고, 브란덴부르크의 행정체계를 중앙화하고 봉건 제후들의 간섭을 배제하면서 프로이센 성장의 기틀을 마련했다.
1701년 프리드리히 1세가 프로이센 왕으로 그의 직위를 높였다. 이는 신성 로마 제국 외부에 있던 프로이센 공국의 주권을 인정할 수 있는 계기를 만들었고, 스페인 왕위계승전쟁과 대북방 전쟁에서 신성 로마 제국 황제와 다른 유럽 왕실과 동맹을 맺으면서 그 직위를 인정받았다. 1701년부터 호엔촐른 가문의 영역은 프로이센 왕국 또는 프로이센이라고 일컫게 되었다. 브란덴부르크와 프로이센의 동군연합은 신성 로마 제국이 해체되는 1806년까지 이어졌다. 그러나 제국에 대한 황제의 지배는 실질적인 것이 아니었다. 그러므로 1701년 이후 브란덴부르크는 사실상 프로이센 왕국의 일부로 간주되었다. 프리드리히와 그의 계승자들은 중앙집권화를 이어나가 영토 확장에 주력했고, 브란덴부르크프로이센 시대의 동군연합적 성격을 지닌 정치체계를 베를린을 중심으로 하는 주 체계로 바꾸었다.

## 지리 및 지형
브란덴부르크-프로이센의 핵심지역인 브란덴부르크는 1415년 호엔촐레른가가 변경백국을 취득할 당시 알트마르크, 노이마르크, 우커마르크, 프리그니츠, 미텔마르크 등 총 5개의 지역으로 구성되었다. 1614년 크산텐 조약을 통한 율리히-클레베 상속 이후 마르크 공국, 클레베 공국, 라펜스베르크 후국이 브란덴부르크의 영토에 편입되었다. 1605년 폴란드-리투아니아 국왕이었던 지그문트 3세 바사는 요아힘 프레데리크를 프로이센 공국의 섭정으로 앉혔고, 1618년 요아힘 프레데리크가 사망하면서 프로이센 공작의 작위는 아들 요한 지기스문트에게 넘어갔다. 이로서 1618년부터 프로이센 공국은 브란덴부르크와 동군연합을 이루게 되었다.
니콜라우스 로이팅거는 1598년 브란덴부르크 선제후국을 묘사하면서 '숲이 우거진 평지, 대부분은 늪지대'라고 적었다. 17세기 중반 영토를 확장하기 이전, 브란덴부르크는 내륙국가였기 때문에 바다에 면한 항구가 없었고, 엘베강과 오데르강이 각각 북해와 발트해로 흘러들어갔지만 둘을 잇는 수로가 없었기에 베를린이나 포츠담과 같은 핵심 도시는 강을 이용하기 어려웠다. 브란덴부르크는 와인, 맥주, 염료. 무명, 모직, 비단 등 특산품을 기반으로 하는 독일 제조업의 주요 산지에서 벗어났고, 16세기 핵심 광물 자원이었던 은, 구리, 철, 아연, 주석의 보급도 원활하지 못했다. 농업의 경우 불모지와 습지에서는 농사를 지을 수 없었지만, 알트마르크와 우거마르크, 그리고 베를린 서부의 하펠란트 등 충분한 경작지를 가진 지역도 있었다.
알브레히트의 봉지였던 프로이센 공국은 북쪽으로는 리투아니아 대공국과, 남쪽으로는 폴란드 왕관령과 접했다. 프로이센 공국의 수도는 쾨니히스베르크로, 16세기 후반 리가 및 그단스크와 더불어 발트해에서 연간 출입 선박이 100척 이상이었던 항구였고, 밀, 목재, 삼, 모직 교역을 비롯하여 피치, 타르, 잿가루 등을 수출해 번영을 누렸다. 또한 1544년 알브레히트는 쾨니히베스베르크 성당 인근의 땅을 구입해 대학교를 세웠고, 이 대학은 폴란드 국왕에 의해 크라쿠프 대학과 동등한 권위를 부여받았다. 쾨니히스베르크 외에도 메멜, 라비아우, 마리엔베르더 등이 프로이센 공국의 주요 도시였다.
전반적으로 브란덴부르크 선제후가 보유한 영토는 핵심 지역 브란덴부르크에서 멀리 떨어져 있었다. 율리히-클레베 상속을 통해 물려받은 영지들은 라인강 지역에 인접한 신성 로마 제국의 변방이었고, 국경을 접한 네덜란드 공화국 및 스페인령 네덜란드와 긴밀히 연결되었다. 반대로 프로이센 공국의 경우 신성 로마 제국 외부 지역이었으며 브란덴부르크의 수도 베를린과 프로이센 공국의 수도 쾨니히스베르크는 약 700km 떨어져 있었다. 하지만 두 지역 모두 국제적으로 긴장감이 높은 지역과 인접했다는 점이 있었다.

## 정치
브란덴부르크-프로이센의 정치는 브란덴부르크 변경백국과 프로이센 공국이 각각 신성 로마 제국과 폴란드-리투아니아 연방의 봉읍이었던 것을 시초로 발달했다. 브란덴부르크 변경백국은 신성 로마 제국의 황제 선출권을 가진 7대 선제후국 중 하나였고 이를 통해 브란덴부르크 선제후는 신성 로마 제국 내에서 엘리트 계층에 속하게 되었다. 실제로 1356년 금인칙서 내용에 따라, 브란덴부르크 변경백은  신성 로마 제국이 멸망할 때까지 제국의회에서 시종관으로서 참여했다. 프로이센 공국의 경우 1525년 크라쿠프 조약에 따라 폴란드 왕국의 봉읍이 되었지만 1660년 올리바 조약을 통해 영토의 독립을 인정받았다. 폴란드로부터 독립하기 이전까지 프로이센 공국은 황금의 자유를 통해 폴란드 국왕의 선출권을 가지고 있었으며 종교의 자유도 보장받았다.
브란덴부르크의 행정은 1660년대부터 지방 엘리트 집단으로부터 독립성을 확보해나갔다. 당시 선제후였던 프리드리히 빌헬름 대선제후는 동군연합이었던 브란덴부르크-프로이센을 하나의 정치적 연합체로 만들려고 노력했다. 1650년대부터 선제후는 토지 관리 방식을 변경한 뒤 1660년대 토지관리국을 두어 새로운 관리 체계를 합리화했고, 소비세를 도입한 뒤 중앙정부의 지시를 받는 세무위원회에서 징세를 감독했다. 브란덴부르크 중앙정부의 행정 변화에 발맞추어, 신분제의회의 의원들 역시 자신들의 역할을 지방 정부의 잘못을 교정하고 균형을 잡아주는 것이라고 생각했다. 그러나 1680년대 이후 신분제의회 총회는 점차 드물어졌고, 알트마르크와 미텔마르크는 1683년 이후로 귀족 총회가 열리지 않았다.

## 역사

### 요한 지기스문트
브란덴부르크 변경백국은 1415년부터 신성 로마 제국의 선제후로서 호엔촐레른가 본가가 자리 잡은 곳이었다. 1525년 크라쿠프 조약을 통해 튜턴 기사단국의 일부가 세속화되면서 프로이센 공국이 탄생했다. 이 공국은 폴란드 왕국의 속국이었으며, 호엔촐레른가 방계 출신인 프로이센 공작 알브레히트가 다스렸다. 1550년, 브란덴부르크 호엔촐레른 가문 출신인 그의 어머니 엘리자베트의 뜻을 따라 안나 마리 폰 브라운슈바이크뤼네부르크가 알브레히트의 두 번째 아내가 되었으며, 그녀는 그의 후계자인 알브레히트를 낳았다. 1563년, 브란덴부르크 호엔촐레른 가문은 폴란드 왕실로부터 프로이센 공국의 계승권을 인정받았다. 알브레히트가 사망한 1568년, 그의 아들 알브레히트 프리드리히가 프로이센 공작이 되었다. 같은 해 그의 어머니도 세상을 떠났으며, 이후 그는 정신적 이상 증세를 보이기 시작했다. 공작의 건강 문제로 인해 프로이센은 알브레히트의 조카였던 게오르크 프리드리히 폰 호엔촐레른-안스바흐-예거스도르프(1577~1603)가 섭정으로 다스렸다.
1573년, 알브레히트 프리드리히는 율리히-클레페-베르크 가문의 마리 엘레오노레와 결혼하여 여러 명의 딸을 두었다. 1594년, 그의 당시 14세 딸인 안나가 브란덴부르크 선제후 요아힘 프리드리히의 아들 요한 지기스문트와 결혼했다. 이 결혼을 통해 프로이센 공국뿐만 아니라 클레페 지역의 계승권도 확보할 수 있었다. 1603년, 게오르크 프리드리히가 사망하면서 프로이센 공국의 섭정권은 요아힘 프리드리히에게 넘어갔다. 또한 1603년, 호엔촐레른 가문 내부에서 게라 조약이 체결되어 이 조약 이후로 가문에서 영토를 내부적으로 분할하지 않기로 결정되었다.
1618년, 브란덴부르크 선제후가 알브레히트 프리드리히의 사망으로 프로이센 공국을 상속받았다. 그러나 프로이센 공국은 1656년 또는 1657년까지 계속해서 폴란드 왕실의 봉신국으로 남아 있었다. 한편 요한 지기스문트는 1616년 뇌졸중을 앓고 심각한 신체적·정신적 장애를 겪게 되었기 때문에 그의 아내 안나가 그의 이름으로 프로이센 공국을 통치했다. 이후 요한 지기스문드는 1619년 두 번째 뇌졸중으로 사망했으며, 당시 그의 나이는 47세였다.

### 게오르크 빌헬름

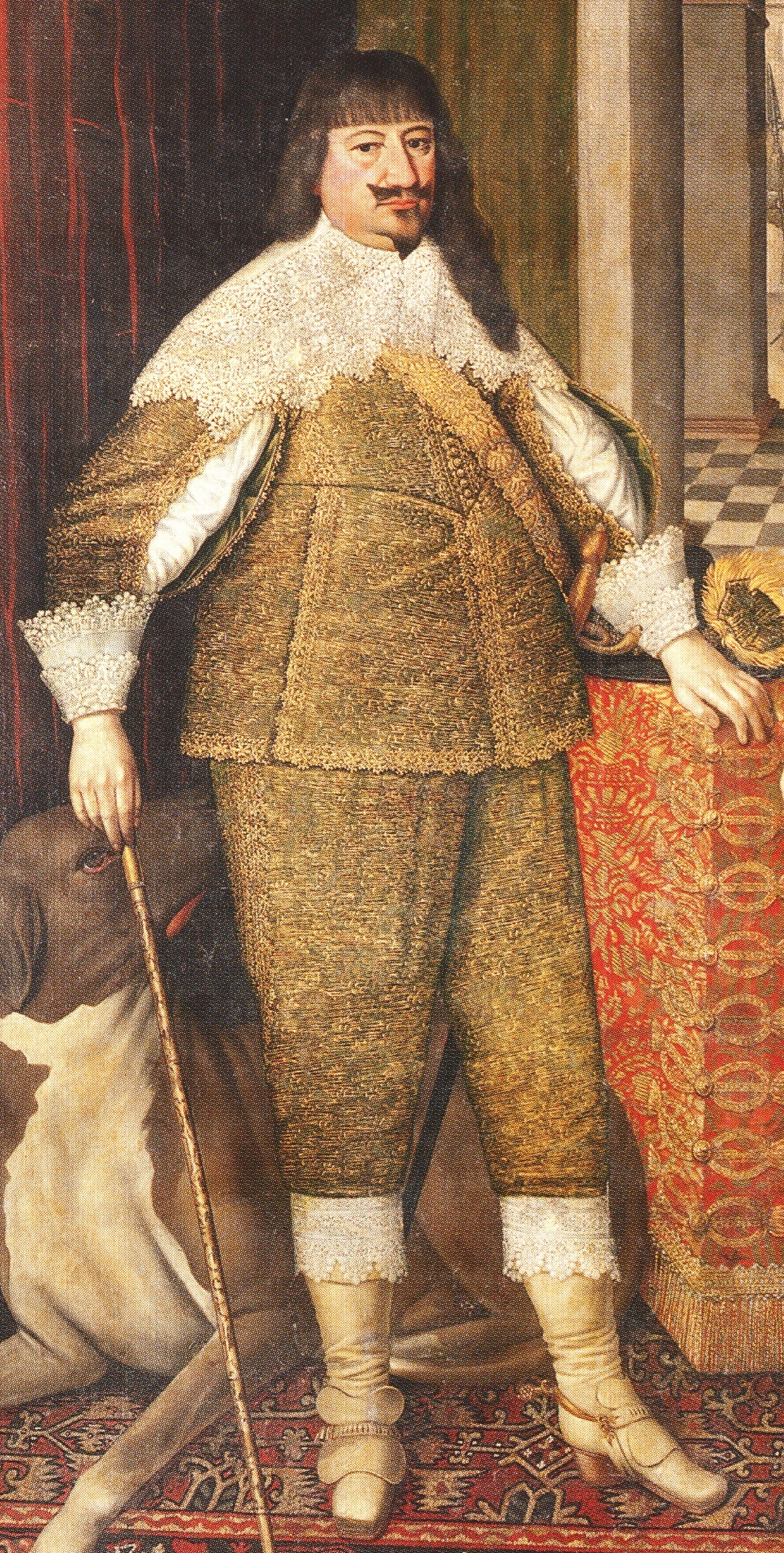
브란덴부르크 선제후 게오르크 빌헬름

1619년부터 1640년까지 게오르크 빌헬름은 브란덴부르크의 선제후이자 프로이센의 공작이었다. 그는 작센 선제후국의 상작센 변경백국에서의 지배력을 깨려 노력했지만 실패했다. 브란덴부르크와 작센의 적대감은 상작센 변경백국의 방어를 무력화시켰고, 이후 30년 전쟁 동안 알브레히트 폰 발렌슈타인에게 유린당했다. 게오르크 빌헬름은 이전에 중립을 주장했지만, 발렌슈타인의 군대가 주둔하면서 그는 1627년 쾨니히스베르크 조약으로 가톨릭 제국 진영에 합류하고 주둔군을 받아들일 수밖에 없었다. 스웨덴 제국이 참전하여 브란덴부르크로  진군하자, 게오르크 빌헬름은 다시 중립을 주장했지만, 구스타브 2세 아돌프는 브란덴부르크-프로이센의 상당 부분을 점령하고 베를린 성벽 앞에 군대를 집중시켜 게오르크 빌헬름에게 스웨덴의 동맹으로 참여하도록 강요했다. 게오르크 빌헬름은 동맹을 맺지는 않았지만, 스웨덴에게 통행권, 두 요새, 그리고 보조금을 지급했다. 그 결과, 로마 가톨릭 군대는 브란덴부르크와 다른 호엔촐레른 영토를 반복적으로 황폐화시켰다.

### 프리드리히 빌헬름
30년 전쟁 동안, 브란덴부르크 선제후 프리드리히 빌헬름이 게오르크 빌헬름의 뒤를 이었는데, 그는 "대선제후"로 알려지게 된다. 어린 선제후의 성격은 그의 칼뱅주의 양육자인 칼쿰, 그랜드 투어 중 네덜란드 공화국에서의 긴 체류, 그리고 슈테틴 조약 (1630년)에서 그의 삼촌 구스타브 2세 아돌프와의 만남이 가장 인상적이었던 전쟁의 사건들로 형성되었다.

#### 30년 전쟁 종결

브란덴부르크-프로이센의 "대선제후" 프리드리히 빌헬름

프리드리히 빌헬름은 전쟁으로 인한 정치적, 경제적, 인구 통계학적 위기 시기에 브란덴부르크-프로이센을 물려받았다. 계승 직후, 새로운 선제후는 브란덴부르크 군대를 해산했지만, 1643년/44년에 다시 군대를 일으켰다. 프리드리히 빌헬름이 스웨덴과 휴전 및 중립 협정을 맺었는지 여부는 논쟁의 여지가 있다. 관련 1641년 문서가 존재하지만, 결코 비준되지 않았고 위조라고 여러 차례 기술되었다. 그러나 그가 브란덴부르크-프로이센의 성장을 확립했다는 점은 논쟁의 여지가 없다.
당시 스웨덴 제국 군대가 북부 독일을 지배했으며, 동맹국 프랑스와 함께 스웨덴은 1648년 베스트팔렌 조약의 보증국이 되었다. 발트해 연안에 영지를 설정하여 발트해를 지배하려는 스웨덴의 목표는 포메라니아의 슈테틴에 있는 오데르강 하구에 대한 통제권을 얻으려는 프리드리히 빌헬름의 야망을 좌절시켰다.
브란덴부르크 변경백들은 내륙의 브란덴부르크를 발트해와 연결하기 위해 오랫동안 북쪽으로 확장하려 노력했다. 그림니츠 조약 (1529년)은 포메라니아 지역의 포메라니아 공작 가문이 단절될 경우 브란덴부르크가 포메라니아 공국을 계승할 권리를 보장했으며, 1637년 포메라니아 공작 보기슬라프 14세가 사망하면서 효력이 발생했어야 했다. 그러나 슈테틴 조약 (1630년)에 따라 보기슬라프 14세는 사실상 공국의 통제권을 스웨덴에 넘겼고, 스웨덴은 브란덴부르크의 주장에 굴복하기를 거부했다. 베스트팔렌 조약은 공국을 브란덴부르크와 스웨덴 간에 분할하기로 결정했으며, 슈테틴 조약 (1653년)에서 정확한 국경을 확정했다. 스웨덴은 하부 오데르강을 포함한 서부 지역(스웨덴령 포메라니아)을 유지했고, 브란덴부르크는 동부 지역(원포메라니아)을 얻었다. 프리드리히 빌헬름은 이 결과에 불만족스러웠으며, 포메라니아 공국 전체를 획득하는 것이 그의 외교 정책의 주요 목표 중 하나가 되었다.
베스트팔렌 조약에서 프리드리히 빌헬름은 서포메라니아에 대한 보상으로 세속화된 할버슈타트와 민덴 주교후국, 그리고 역시 세속화된 마그데부르크 대주교후국의 계승권을 얻었다. 할버슈타트와 함께 브란덴부르크-프로이센은 몇몇 작은 영토도 얻었다: 데렌부르크 영주령, 레겐슈타인 백국, 클레텐베르크 영주령 및 로라 영주령. 이는 주로 프랑스의 합스부르크 황제의 권력을 견제하기 위해 호엔촐레른을 강화하려는 노력 때문이었고, 프리드리히 빌헬름은 이 영토들을 서포메라니아보다 낮게 평가했지만, 장기적으로 독일 내에서 통일되고 지배적인 영토를 형성하는 발판이 되었다.

#### 황폐화
브란덴부르크-프로이센의 모든 영토 중에서 브란덴부르크 변경백국은 30년 전쟁이 끝날 무렵 가장 황폐화된 지역 중 하나였다. 전쟁 이전에도 이 선제후국은 제국의 다른 영토에 비해 인구 밀도와 부가 낮았고, 전쟁으로 인해 60개의 마을, 48개의 성, 약 5,000개의 마을이 파괴되었다. 평균 50%의 인구가 사망했으며, 일부 지역에서는 10%만이 생존했다. 농촌 인구는 사망과 도시로의 이주로 인해 전쟁 이전의 30만 명에서 전쟁 후 7만 5천 명으로 감소했다. 베를린-쾰른과 프랑크푸르트 (오데르)의 중요한 도시들에서는 인구 감소가 각각 3분의 1과 3분의 2에 달했다. 전쟁 후 얻은 일부 영토 역시 황폐화되었다: 포메라니아에서는 인구의 3분의 1만이 생존했으며, 한때 제국에서 가장 부유한 도시 중 하나였던 마그데부르크는 대부분의 주민이 학살당하고 불탔다. 가장 피해가 적었던 지역은 전쟁에 주변적으로만 관여했던 프로이센 공국과 민덴이었다. 1670년, 대선제후는 빈에서 추방된 유대인들을 브란덴부르크에 정착하도록 초청했다.
황폐화된 영토를 재정착시키려는 노력에도 불구하고, 일부 지역은 전쟁 이전의 인구 밀도를 회복하는 데 18세기 중반까지 걸렸다.

#### 소 전쟁

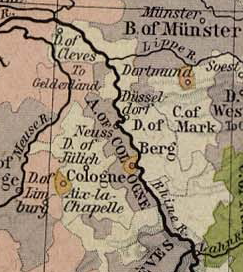
저지 라인 공작령 지도

1651년 6월, 프리드리히 빌헬름은 라인강 하류의 클레베스-마르크 소유지와 인접한 율리히-베르그를 침략하여 베스트팔렌 조약의 조항을 위반했다. 브란덴부르크와 궁정백 간의 율리히 계승 전쟁을 종결시킨 크산텐 조약은 한때 율리히-클레베스-베르그 연합 공국이었던 영토를 전쟁 당사자들 간에 분할했으며, 율리히-베르그는 그 이후 팔츠-노이부르크 백국의 가톨릭 백작들이 통치했다. 30년 전쟁 이후, 볼프강 빌헬름 폰 팔츠-노이부르크는 공국 내의 개신교도들에게 유리했던 프리드리히 빌헬름과의 1647년 협정을 무시했고, 프리드리히 빌헬름은 그 협정이 지켜져야 한다고 주장했다. 이러한 종교적 동기 외에도, 프리드리히 빌헬름의 침략은 영토 확장 또한 목표로 했다.
이 분쟁은 또 다른 국제 전쟁을 유발할 가능성이 있었다. 볼프강 빌헬름은 베스트팔렌 조약에도 불구하고 이 지역에서 계속 활동하던 로렌 군대가 자신의 편에서 개입하기를 원했고, 프리드리히 빌헬름은 네덜란드 공화국의 지원을 구했다. 그러나 네덜란드 공화국은 중립 정책을 따랐고 프리드리히 빌헬름의 작전을 돕기를 거부했으며, 이 작전은 또한 제국 영방과 지역 영방들의 반대에 부딪혔다. 정치적으로 고립된 프리드리히 빌헬름은 1651년 10월 제국 중재자들이 협상한 클레베스 조약 이후 작전을 중단했다. 근본적인 종교 분쟁은 1672년에야 해결되었다. 군사적 대결은 피했고 브란덴부르크-프로이센 군대는 주로 소를 훔치는 데 집중했지만 (그래서 "소 전쟁"이라는 이름이 붙었다), 프리드리히 빌헬름의 명성을 상당히 떨어뜨렸다.

#### 상비군

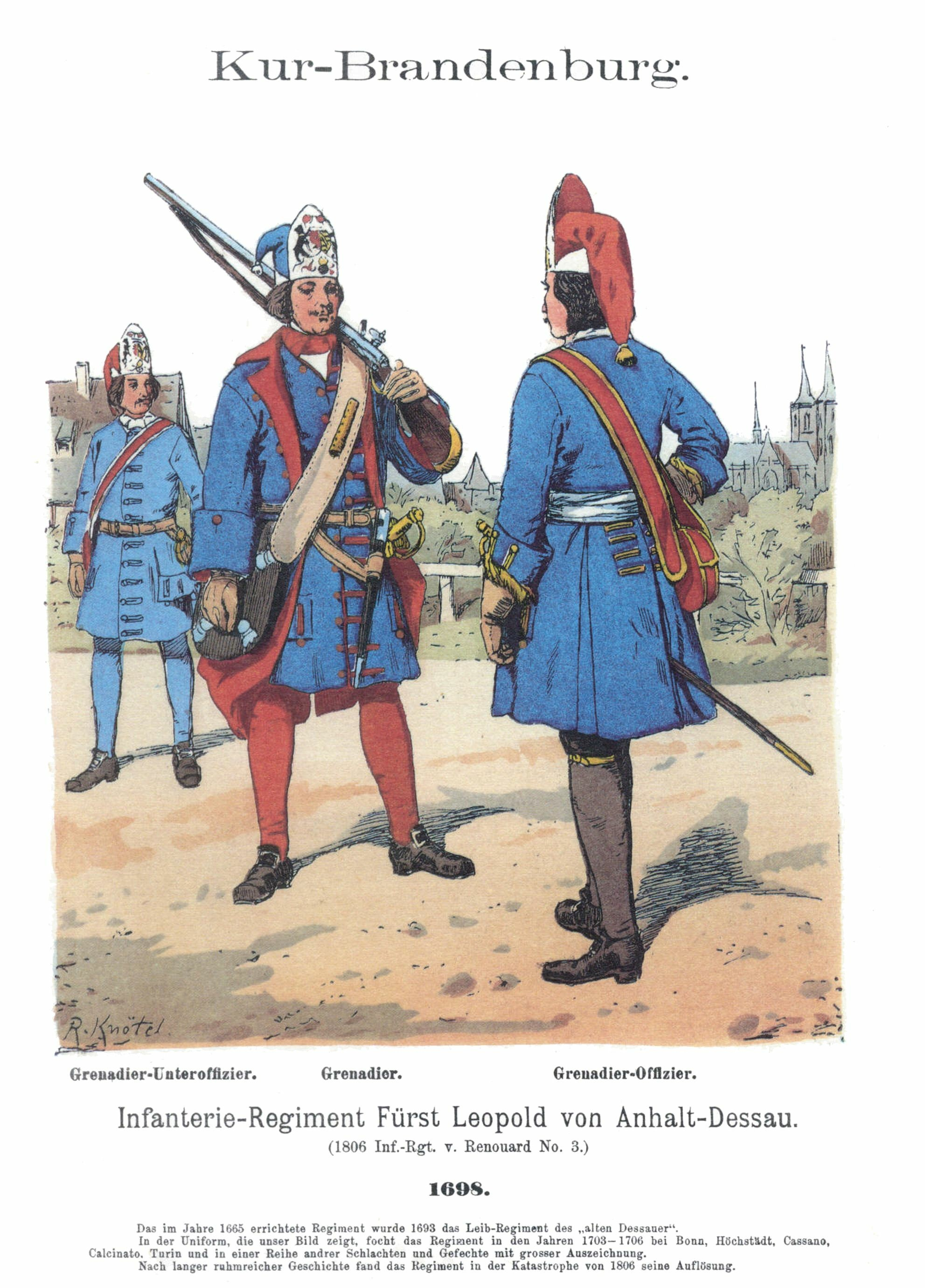
1698년 브란덴부르크-프로이센 군대의 군복

전쟁 경험으로 인해 프리드리히 빌헬름은 브란덴부르크-프로이센이 상비군을 통해서만 생존할 수 있다고 확신했다. 전통적으로 군대 예비역을 모집하고 재정을 지원하는 것은 영방들의 특권이었지만, 프리드리히 빌헬름은 영방들과는 독립적으로 재정을 지원받는 상비군을 구상했다. 그는 1653년 7월 26일 영방 회의에서 영방들의 동의와 필요한 재정적 기여를 얻는 데 성공했다. 그 대가로 그는 기사들의 여러 특권을 확인해 주었다. 여기에는 면세, 영지 내 사법권 및 경찰권 행사 (Patrimonialgerichtsbarkeit), 그리고 농노제 유지 (Leibeigenschaft, Bauernlegen)가 포함되었다.
처음에는 영방들의 기여가 6년으로 제한되었지만, 프리드리히 빌헬름은 영방들에게 그 이후에도 계속해서 지불하도록 의무화하고 기여금을 징수하는 전담 부서를 만들었다. 기여금은 1662년 영방들에 의해 재확인되었으나, 1666년 법령에 의해 부동산세에서 소비세로 전환되었다. 1657년부터 도시들은 병사가 아닌 군대에 대한 금전적 지불을 해야 했으며, 1665년부터는 영방들이 추가 지불을 통해 병사 기여를 면제받을 수 있게 되었다. 초기 8,000명이었던 군대 규모는 1688년까지 25,000명에서 30,000명으로 증가했다. 그때까지 프리드리히 빌헬름은 영방들과 독립적으로 군대를 재정 지원하는 두 번째 목표도 달성했다. 1688년까지 이 군사 비용은 상당한 150만 탈러에 달했으며, 이는 국가 예산의 절반에 해당했다. 영방들의 방해 없이 군대에 대한 견고한 재정 기반을 확보하는 것이 프리드리히 빌헬름의 행정 개혁의 최우선 목표였다. 그는 군사적 성공만이 국제적 명성을 얻는 유일한 방법이라고 여겼다.

#### 제2차 북방 전쟁

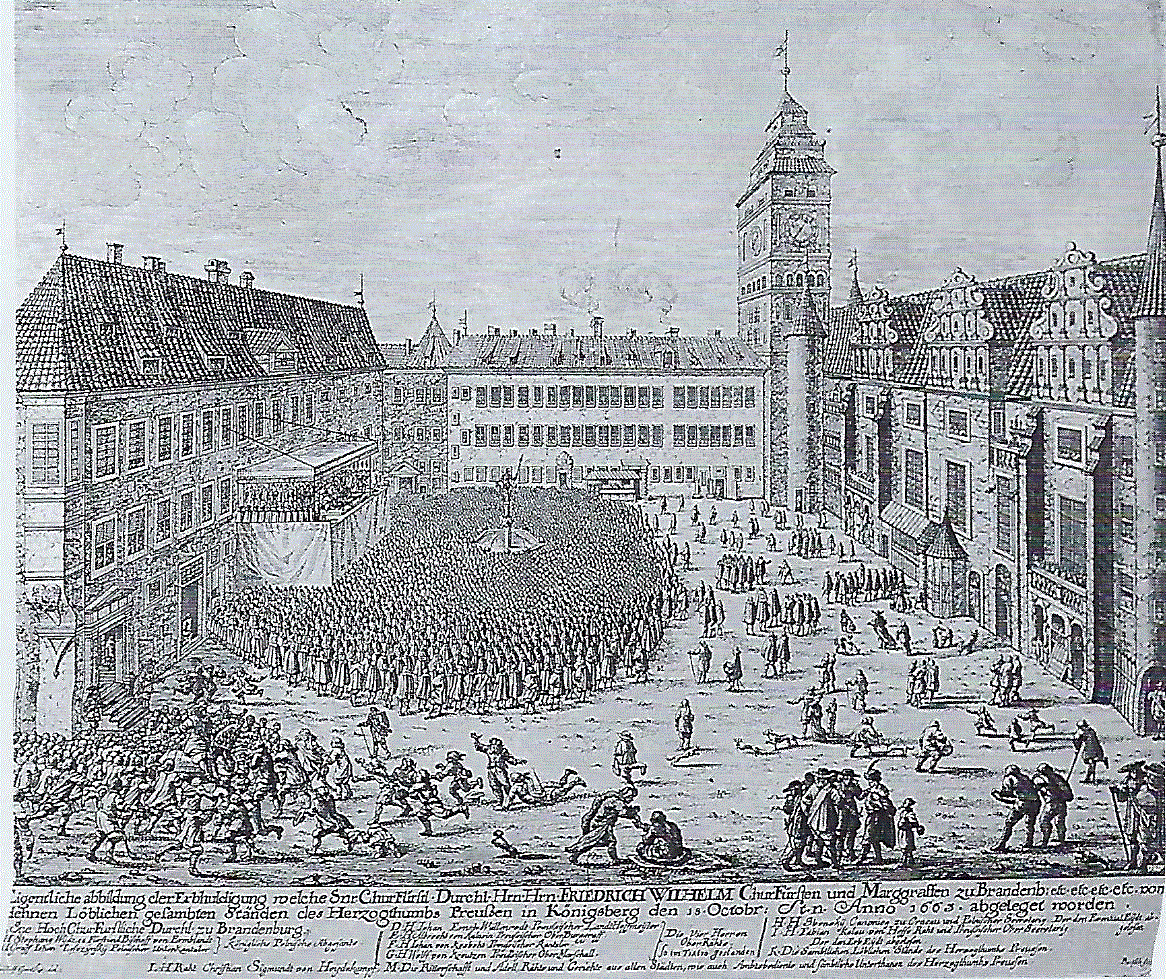
1663년 쾨니히스베르크 성에서 주권자 프리드리히 빌헬름 1세에게 충성을 맹세하는 프로이센 영방들

이듬해 스웨덴의 폴란드-리투아니아 침공으로 제2차 북방 전쟁이 시작되었다. 프리드리히 빌헬름은 린스크 조약에서 왕령 프로이센 도시들에 대한 보호를 제안했지만, 스웨덴의 군사적 우위에 굴복하고 프로이센 공국으로 철수해야 했다. 스웨덴군에 의해 프로이센 수도까지 추격당한 프리드리히 빌헬름은 1656년 1월 쾨니히스베르크 조약에서 칼 10세 구스타브로부터 프로이센 공국과 바르미아를 봉토로 받아 스웨덴과 동맹을 맺고 평화 조약을 체결했다. 이 동맹은 6월 바르샤바 전투에서 승리하여 선제후의 국제적 명성을 높였다. 칼 10세 구스타브에 대한 지속적인 압력으로 그는 11월 라비아우 조약에서 프로이센 공국과 바르미아에 대한 완전한 주권을 프리드리히 빌헬름에게 양도하여 동맹 유지를 확보했다. 12월에 스웨덴과 그 동맹국들이 체결한 라트노트 조약은 승리할 경우 비엘코폴스카를 브란덴부르크-프로이센에게 추가로 부여하기로 했다.
그러나 반스웨덴 연합이 우위를 점하자 프리드리히 빌헬름은 얀 2세 카지미에시 바사 폴란드 국왕이 벨라우-브롬베르크 조약에서 프로이센에 대한 그의 주권을 확인했지만 바르미아에 대한 주권은 확인하지 않자 편을 바꿨다. 호엔촐레른 왕조가 단절되면 공국은 법적으로 폴란드로 귀속될 것이다. 프로이센 공국에 대한 호엔촐레른의 주권은 1660년 전쟁을 끝낸 올리바 조약에서 확인되었다. 스웨덴령 포메라니아에서의 브란덴부르크-프로이센 캠페인은 영구적인 이득을 가져오지 못했다.

#### 네덜란드 전쟁과 스코네 전쟁

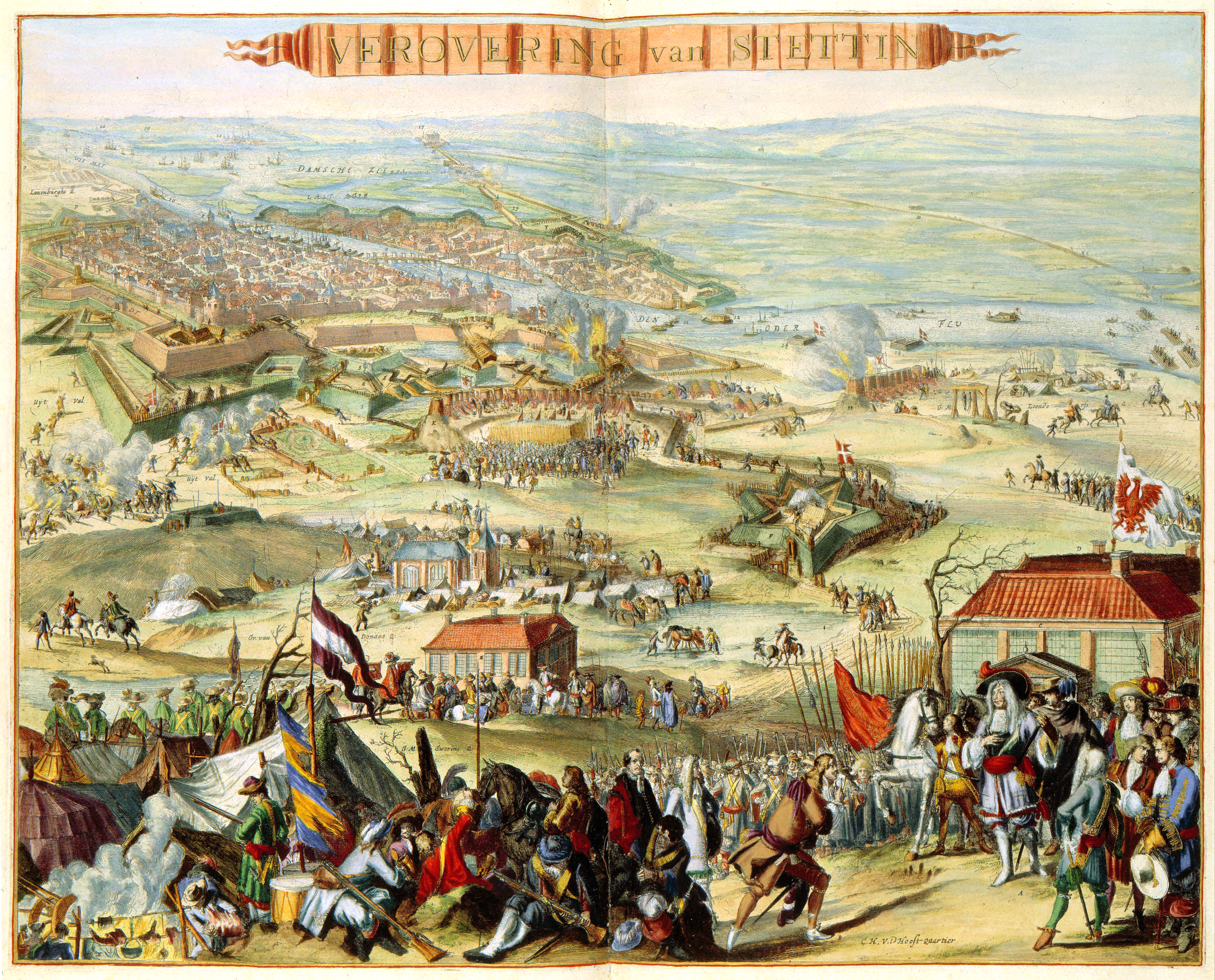
1677년 슈테틴 공성전

1672년, 프랑스-네덜란드 전쟁이 발발했고, 브란덴부르크-프로이센은 네덜란드 공화국의 동맹국으로 참전했다. 이 동맹은 1669년 조약에 기반했으며, 그 결과 프랑스가 브란덴부르크-프로이센의 클레베스를 점령했다. 1673년 6월, 프리드리히 빌헬름은 네덜란드와의 동맹을 포기하고 프랑스와 보조금 조약을 체결했으며, 그 대가로 프랑스는 클레베스에서 철수했다. 신성 로마 제국이 프랑스에 대해 소위 제국 전쟁을 선포하자, 브란덴부르크-프로이센은 다시 편을 바꿔 제국군에 합류했다. 프랑스는 동맹국 스웨덴에게 북쪽에서 브란덴부르크-프로이센을 공격하여 자신을 구원하도록 압력을 가했다. 프랑스의 보조금에 의존하던 칼 11세는 마지못해 1674년 브란덴부르크의 우커마르크를 점령하여 스코네 전쟁 (브란덴부르크-스웨덴 전쟁)의 독일 전선을 시작했다. 프리드리히 빌헬름은 즉시 라인강에서 북부 브란덴부르크로 군대를 이동시켜 대응했고, 페르벨린 전투 (1675년)에서 늪을 건너고 있던 스웨덴군의 후방을 만났다. 군사적 관점에서 작은 교전이었지만, 프리드리히 빌헬름의 승리는 엄청난 상징적 의미를 가지게 되었다. "대선제후"는 반격 작전을 시작하여 철수하는 스웨덴군을 스웨덴령 포메라니아를 통해 추격했다.

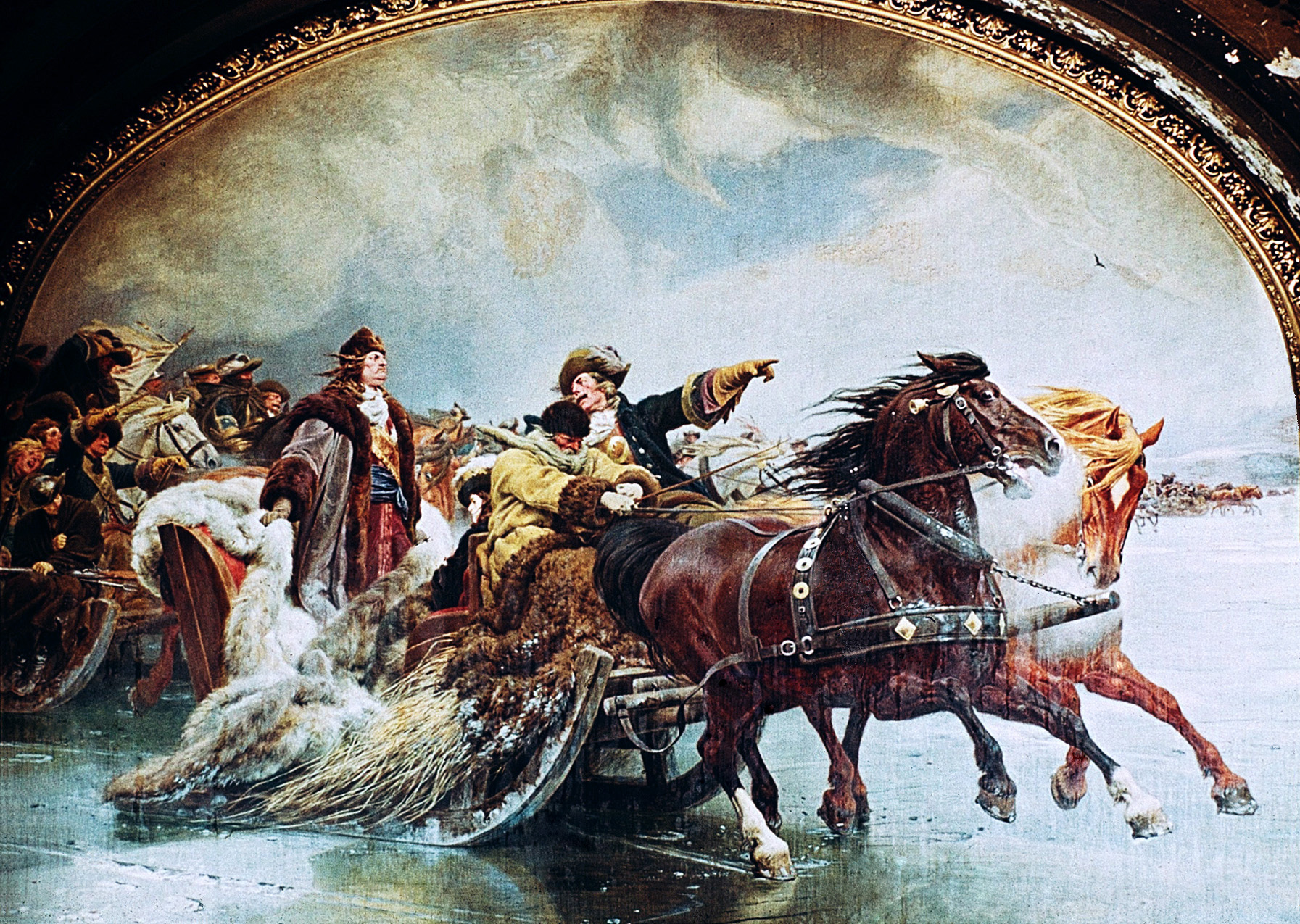
대규모 썰매 질주 (1678년): 프리드리히 빌헬름이 얼어붙은 쿠로니아 석호를 가로질러 스웨덴군을 추격하는 모습; 빌헬름 심믈러의 프레스코화, c. 1891년

폴란드 국왕 얀 3세 소비에스키는 프로이센 공국에 대한 폴란드의 종주권을 회복할 계획을 세웠고, 이를 위해 1675년 6월 11일 프랑스와 동맹을 맺었다. 프랑스는 지원과 보조금을 약속했고, 소비에스키는 그 대가로 폴란드-리투아니아에서 프랑스 모집을 허용하고 합스부르크를 프랑스와의 전쟁에서 분산시킬 헝가리 반군을 돕겠다고 약속했다. 이 계획이 성공하려면 폴란드-리투아니아는 먼저 오스만 제국과의 전쟁을 끝내야 했지만, 프랑스 외교는 큰 노력에도 불구하고 이를 달성하지 못했다. 더욱이 소비에스키는 교황청, 오스만 제국을 더 큰 위협으로 본 폴란드 귀족들, 그리고 베를린과 빈의 뇌물을 받은 폴란드 귀족들의 반대에 부딪혔다. 개신교 헝가리 반군 편에 개입하는 것에 대한 폴란드 내부의 가톨릭 반대가 불만을 더했다. 그리하여 주라프노 조약이 1676년 폴란드-오스만 전쟁을 끝냈지만, 소비에스키는 대신 황제의 편을 들었고, 프로이센 작전 계획은 폐기되었다.
1678년까지 프리드리히 빌헬름은 스웨덴령 포메라니아를 정리하고 대부분을 점령했으며, 덴마크-노르웨이가 점령한 뤼겐섬은 제외되었다. 이는 스웨덴에 대한 또 다른 성공으로 이어졌는데, 프리드리히 빌헬름이 프로이센에서 스웨덴군을 소위 대규모 썰매 질주로 소탕한 것이다. 그러나 루이 14세가 네이메헨 조약으로 네덜란드 전쟁을 종결하자, 그는 스웨덴 동맹국을 구원하기 위해 군대를 동쪽으로 진군시켰고, 생제르맹앙레 조약 (1679년)에 의해 프리드리히 빌헬름이 사실상 전쟁 전 상태로 돌아가도록 강요했다. 스코네 전쟁은 브란덴부르크-프로이센 포메라니아의 오데르강 하류 오른쪽 강변의 작은 지역만을 얻는 데 그쳤지만, 선제후의 위신을 크게 높였다.

### 프리드리히 1세
1657년 쾨니히스베르크에서 태어난 브란덴부르크의 프리드리히 3세는 1701년부터 프로이센의 프리드리히 1세가 되었다. 그의 아버지의 통치 마지막 해에는 생제르맹 (1679년) 이후 프랑스와의 우호적인 관계가 소원해졌는데, 이는 적어도 위그노 문제 때문이었다. 1686년, 프리드리히 빌헬름은 합스부르크 황제와 1686년 12월 22일 동맹을 맺었다. 이 동맹을 위해 프리드리히 빌헬름은 실레시아에 대한 권리를 합스부르크가에 양도했고, 그 대가로 노이마르크와 접해 있던 실레시아의 슈비에부스 백작령을 받았다. 협상에 태자로 참석한 프리드리히 3세는 자신이 집권하면 동맹을 계속 유지할 것이라고 합스부르크가에 확신시켰고, 비밀리에 슈비에부스를 합스부르크가에 반환하는 수정안을 체결하여 결국 1694년에 이를 실행했다. 그의 통치 기간 동안 브란덴부르크-프로이센은 계속 합스부르크가의 동맹국으로 남아 반복적으로 프랑스에 맞서 싸우기 위해 군대를 파견했다. 1693년, 프리드리히 3세는 빈에 있는 합스부르크 궁정에서 자신의 지위 상승 가능성을 타진하기 시작했고, 첫 시도는 실패했지만 국왕으로의 승격은 그의 의제에서 중심 목표로 남았다.
계획된 지위 상승은 단순히 장식적인 목적이 아니라 정치적 경쟁에서 우위를 점하기 위한 필수적인 것으로 간주되었다. 프리드리히 3세는 선제후라는 높은 지위를 가지고 있었지만, 이 지위는 30년 전쟁 중인 1623년 바이에른의 막시밀리안 1세와 베스트팔렌 조약 (1648년)에서 팔츠 선제후도 얻게 되었으며, 1692년에는 하노버가의 에른스트 아우구스트도 얻었다. 따라서 과거에는 선제후 구성원들이 소수였지만, 프리드리히의 치세 동안 신성 로마 제국 내 선제후는 9명으로 늘어났고, 그 중 6명은 세속 군주가 되었거나 될 가능성이 높았다. 선제후들 사이에서 강건왕 아우구스트, 작센 선제후는 1697년 폴란드 왕위를 확보했고, 하노버가는 영국 왕위의 승계를 확보했다. 프리드리히 3세의 관점에서 볼 때, 지위 정체는 권력 상실을 의미했고, 이러한 관점은 레이스베이크 조약 (1697년)에서 유럽 왕족들이 브란덴부르크-프로이센의 주장을 무시했을 때 확인된 것으로 보였다.
프리드리히는 프로이센 공국을 왕국으로 격상시키기로 결정했다. 신성 로마 제국 내에서는 황제와 보헤미아 국왕 외에는 누구도 자신을 국왕이라고 부를 수 없었다. 그러나 프로이센은 제국 밖에 있었고, 호엔촐레른가는 그곳에 대해 완전한 주권을 가지고 있었다. 이 계획의 실현 가능성은 일부 고문들에 의해 의심받았으며, 어쨌든 왕관은 유럽 귀족들, 특히 신성 로마 황제의 인정을 받아야만 가치가 있었다. 1699년, 레오폴트 1세와의 협상이 재개되었는데, 황제는 스페인 왕위 계승 전쟁이 막 터지기 직전이었으므로 동맹국이 필요했다. 1700년 11월 16일, 황제는 왕관 조약에서 프리드리히의 대관식을 승인했다. 폴란드-리투아니아에 대해서는 왕령 프로이센과 에름란트 지방을 보유하고 있었으므로, 프리드리히는 자신을 프로이센 국왕 대신 프로이센의 왕이라고 부르기로 합의했다. 영국과 네덜란드 공화국은 황제와 비슷한 이유로 대관식 전에 프리드리히의 지위 상승을 받아들였다.

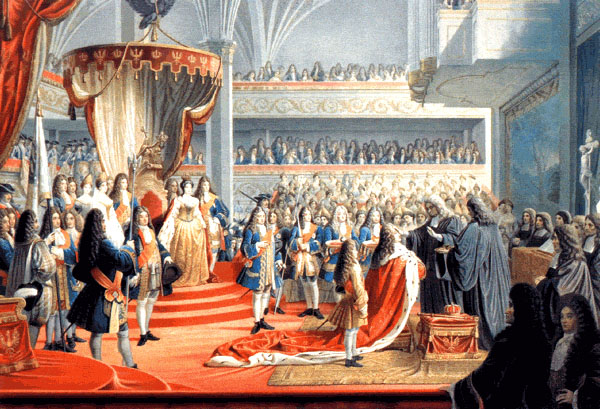
1701년 쾨니히스베르크에서 프로이센 국왕으로 대관한 프리드리히 3세(1세)의 성유식

1701년 1월 17일, 프리드리히는 왕실 문장인 프로이센의 검은 독수리와 모토 "각자에게 각자의 것을"을 봉헌했다. 1월 18일, 그는 쾨니히스베르크성에서 바로크 양식의 의식으로 자신과 아내 조피 샤를로테에게 왕관을 씌웠다.
1월 28일, 강건왕 아우구스트는 프리드리히에게 축하를 보냈지만, 폴란드 국왕으로서가 아니라 작센 선제후로서였다. 2월에는 덴마크-노르웨이가 대북방 전쟁의 동맹을 바라며 프리드리히의 지위 상승을 받아들였고, 러시아 차르국도 1701년에 승인했다. 신성 로마 제국의 대부분의 제후들이 뒤를 따랐다. 칼 12세는 1703년에 프리드리히를 프로이센 국왕으로 받아들였다. 1713년에는 프랑스와 스페인도 프리드리히의 왕위 계승을 받아들였다.
이 대관식은 튜턴 기사단에 의해 받아들여지지 않았는데, 이들은 1525년 프로이센 공국의 세속화에도 불구하고 그 지역에 대한 주장을 고수했다. 튜턴 기사단 총장은 황제 궁정에서 항의했고, 교황은 모든 가톨릭 통치자들에게 프리드리히의 왕위를 받아들이지 말라는 회람을 보냈다. 1787년까지 교황 문서들은 계속해서 프로이센 국왕들을 "브란덴부르크 변경백"이라고 불렀다. 폴란드-리투아니아 귀족들도 왕령 프로이센이 위협받을 것을 우려하여 프리드리히의 왕위를 받아들이지 않았고, 폴란드에서는 1764년에야 프로이센 왕위가 받아들여졌다.
브란덴부르크는 여전히 법적으로 신성 로마 제국의 일부였기 때문에, 브란덴부르크와 프로이센 간의 동군연합은 제국이 1806년 해체될 때까지 실질적으로 계속되었다. 그러나 이때쯤 신성 로마 황제의 제국에 대한 종주권은 지난 수십 년 동안 "허울뿐인" 법적간주에 불과했다. 따라서 1701년 이후 브란덴부르크는 사실상 프로이센 왕국의 일부로 취급되었다. 프리드리히와 그의 후계자들은 국가를 중앙집권화하고 확장하여, 브란덴부르크-프로이센 시대의 정치적으로 다양한 공국들의 동군연합을 수도 베를린의 왕궁에 종속된 주 체제로 변화시켰다.

## 같이 보기
- 호엔촐레른가
- 1871년 이전 독일의 식민지 개척
- 동군연합

### 내용주
1. ↑  1525년 마르틴 루터의 주장에 따라 튜턴 기사단국에서 독립한 뒤 루터교로 개종하고 폴란드 국왕에게 복종하겠다고 약속한 알브레히트 호엔촐레른은 프로이센 공작이라는 칭호를 받게 되었고, 1525년 크라쿠프 조약을 통해 이 내용이 보장되었다.[6]

### 참조주
1. 1 2 3 4 5 6 7 8  클라크, 크리스토퍼 (2020년 7월 10일). 《강철왕국 프로이센》. 마티.
2. ↑  Hayden 1973
3. ↑  Stone, Daniel (2001). 《A History of East Central Europe》. Seattle: University of Washington Press. 143쪽. ISBN 9780295980935.
4. ↑  Scott, Tom (2002). 《Society and Economy in Germany, 1300-1600》. London. 24쪽.
5. ↑  Bratring, F.W.A (1804). 《Statistisch-Topographische Beschreibung der gesamten Mark Brandenburg》. Berlin. 28,30쪽.
6. ↑  Górski, Karol (1977). 《Zakon Krzyżacki a powstanie państwa pruskiego.》. 바르샤바.
7. ↑  Kirby, Northern Europe, p. 352
8. ↑  Koch, p. 44
9. ↑  Komorowski, Manfred (2004). 〈Eine Bibliographie Königsberger Drucke vor 1800 - Utopie oder reelle Chance?〉.   Axel E. Walter. 《Königsberger Buch- und Bibliotheksgeschichte》. Cologne: Böhlau. 169–186; esp. p. 170쪽.
Bock, Vanessa (2004). 〈Die Anfänge des polnischen Buchdrucks in Königsberg. Mit einem Verzeichnis der polnischen Drucke von Hans Weinreich und Alexander Augezdecki〉.   Axel E. Walter. 《Königsberger Buch- und Bibliotheksgeschichte》. Cologne: Böhlau. 127–155; esp. p. 127–131쪽.
10. ↑  Albertas Juška, Mažosios Lietuvos Bažnyčia XVI-XX amžiuje, Klaipėda: 1997, pp. 742–771, hereafter the German translation Die Kirche in Klein Litauen 보관됨 2013-03-09 - 웨이백 머신 (section: 2. Reformatorische Anfänge; (독일어)) on: Lietuvos Evangelikų Liuteronų Bažnyčia 보관됨 2011-10-02 - 웨이백 머신, retrieved on 28 August 2011.
11. ↑  “Klaipėdos istorija”. 《Visuotinė lietuvių enciklopedija》 (리투아니아어). 2023년 4월 8일에 원본 문서에서 보존된 문서. 2023년 3월 26일에 확인함.
12. ↑  Bryce, James (1978). 《The Holy Roman Empire》 new판. London: Macmillan. 243쪽.
13. ↑    1. Norman Davies, God's Playground. A History of Poland, Vol. 1: The Origins to 1795, Vol. 2: 1795 to the Present. Oxford: Oxford University Press. ISBN 0-19-925339-0 / ISBN 0-19-925340-4
14. 1 2 3  Kotulla (2008), p. 265
15. 1 2 3  Kotulla (2008), p. 267
16. 1 2 3 4 5  Kotulla (2008), p. 266
17. ↑  Hötzsch, Otto (1908). 《Stände und Verwaltung von Kleve und Mark in der Zeit von 1667 bis 1697》. 라이프치히;.
18. 1 2 3 4 5  Hammer (2001), p. 33
19. ↑  Jähnig (2006), pp. 54ff
20. 1 2 3 4 5  Jähnig (2006), p. 65
21. 1 2  Jähnig (2006), p. 66
22. 1 2 3 4 5  Hammer (2001), p. 24
23. 1 2  Gotthard (2006), p. 86
24. 1 2  Hammer (2001), p. 136
25. 1 2  Nicklas (2002), pp. 214ff
26. ↑  Gotthard (2006), p. 88
27. 1 2  Gotthard (2006), p. 90
28. 1 2 3  Duchhardt (2006), p. 97
29. 1 2 3 4 5 6 7  Duchhardt (2006), p. 98
30. 1 2  Duchhardt (2006), p. 102
31. 1 2 3 4 5  Hammer (2001), p. 19
32. ↑  Sturdy (2002), p.59
33. 1 2 3 4  Hammer (2001), p. 25
34. ↑  Duchhardt (2006), pp. 98, 104
35. 1 2 3 4  Hammer (2001), p. 20
36. ↑  Buchholz (1999), p.263
37. ↑  Schmidt (2006), p.5
38. ↑  Barnavi, Eli, 편집. (1992). 〈The Return to Western Europe〉. 《The Historical Atlas of the Jewish People》. Hutchinson. 138–139쪽. ISBN 0-09-177593-0.
39. 1 2 3  Gabel (1998), p. 468
40. ↑  Klueting (2003), p. 56
41. 1 2 3  Gabel (1998), p. 469
42. ↑  Klueting (2003), p. 57
43. ↑  Duchhardt (2006), p. 103
44. ↑  Duchhardt (2006), p. 101
45. ↑  Frost (2000), pp. 168ff
46. ↑  Frost (2000), p.171
47. ↑  Shennan (1995), p. 20
48. ↑  Hammer (2001), p. 135
49. 1 2  Frost (2000), p.178
50. ↑  Jähnig (2006), p. 68
51. ↑  Buchholz (1999), pp. 273ff
52. 1 2 3 4  Duchhardt (2006), p. 105
53. 1 2  Frost (2000), p. 210
54. 1 2  Frost (2000), pp. 210, 213
55. ↑  Frost (2000), pp. 210, 213–214
56. 1 2  Frost (2000), p. 212
57. 1 2  Leathes et al. (1964), p. 354
58. ↑  Leathes et al. (1964), p. 355
59. 1 2  Gieysztor et al. (1979), pp. 220ff
60. 1 2  Leathes et al. (1964), p. 356
61. ↑  Citino (2005), p. 22
62. ↑  Hammer (2001), p. 104
63. 1 2 3 4 5 6 7  Neugebauer (2006), p. 126
64. ↑  Neuhaus (2003), p. 22
65. 1 2 3 4 5 6 7  Neugebauer (2006), p. 127
66. 1 2 3 4  Weber (2003), p. 13
67. 1 2 3 4  Weber (2003), p. 12
68. 1 2  Beier (2007), p. 162
69. 1 2  Neugebauer (2006), p. 128
70. ↑  Weber (2003), p. 14
71. ↑  Weber (2003), p. 15